# Alexandre-Louis Andrault de Langeron
Alexandre-Louis Andrault, Conde de Langeron (Paris, 24 de Janeiro de 1763 - Odessa, 16 de Julho de 1831) foi um coronel francês que, no começo das guerras revolucionárias francesas, desertou para o Exército Imperial Russo e lutou contra o seu próprio país durante as Guerras Napoleónicas.

## Juventude
Langeron, membro de uma nobre família francesa de Nivernais, possuía os títulos de conde de Langeron, marquês de la Coste, barão de Cougny, de la Ferté et de Sassy, e senhor du Mont, de Bazolle de l'Isle de Mars et d'Alligny. Ele entrou no exército francês aos 15 anos como sub-tenente no Regimento Gardes Françaises e foi despachado para Caracas e depois para Saint-Domingue de 1782 a 1783. Promovido a capitão no Regimento Condé-Dragons, ele participou do Guerra Revolucionária Americana. Em 1786, Langeron foi promovido a tenente-coronel do Regimento Médoc e, em 1788, tornou-se coronel do Regimento Armagnac.

## Guerras Revolucionárias Francesas
O monarquista, Langeron deixou a França no início da Revolução Francesa e entrou em serviço russo em 1790 como um coronel na Sibéria regimento Grenadier. Ele se destacou na batalha contra a Suécia e depois na Guerra Russo-Turca (1787-1792). Acompanhado pelo duque de Fronsac e pelo príncipe Charles de Ligne, filho do famoso diplomata austríaco Charles-Joseph, o príncipe de Ligne, esteve presente na captura de Izmail por Alexandre Suvorov, onde foi ferido. Ele recebeu licença para servir em um émigré army contra a França revolucionária e, após seu retorno à Rússia, foi enviado ao exército austríaco na Holanda como observador. Ele foi promovido ao comando de brigada em 1796 e tornou-se major-general em 1797 e tenente-general em 1798.

## Guerras Napoleônicas
Ele comandou a segunda coluna do exército austro-russo na batalha de Austerlitz e, desonrado após a batalha perdida, foi enviado para Odessa. Em 1815 ele se tornou governador da Nova Rússia.
De 1806 a 1811, Langeron participou da Guerra Russo-Turca (1806–1812) e serviu no Exército da Moldávia contra os otomanos. Ele lutou em Giurgiu, Silistra, Frasin, Derekoy e Ruse, pelo que foi promovido a General de Infantaria. Em 1812, Langeron recebeu o comando de um corpo do Exército do Danúbio, com o qual lutou em Brest-Litovsk e na Berezina. Em 1813, Langeron foi encarregado do bloqueio de Thorn e, mais tarde naquele ano, comandou um corpo de exército em Koenigswarte, Bautzen, Siebeneichen, Lowenberg,Katzbach e Leipzig. No ano seguinte, ele participou da campanha francesa, durante a qual lutou nas batalhas de Soissons, Craonne, Laon, Rheims, La Fère-Champenoise e Paris. No final de 1814, Langeron recebeu o comando do 4º e 6º Corpo em Volhynia. Durante os Cem Dias, ele e suas tropas marcharam para a França, mas só haviam alcançado o centro da Alemanha quando Napoleão foi derrotado em Waterloo.

## Vida posterior
Após um breve retorno à França, durante a Restauração Bourbon, Langeron retornou a Odessa ao ser nomeado governador militar de Kherson e Odessa, comandante-chefe dos cossacos Bug e do Mar Negro e governador de Yekaterinoslav, Kherson, e Crimeia. As exportações continuaram a crescer sob seu governo, para 40 milhões de rublos em 1817. Em Odessa, Langeron abriu o Liceu Richelieupara a elite: apenas os filhos de mercadores e imigrantes gregos podiam se inscrever. Durante o mandato de Langeron, a construção do Odessa Botanical Gardens e do Primorsky Boulevard começou. A legislação de maior alcance no mandato de Langeron era que o porto de Odessa foi declarado porto franco em 1819, o que permitia a venda e o armazenamento de mercadorias importadas sem taxas alfandegárias. Hoje Odessa tem uma rua e uma praia que leva o nome de Langeron.
Em 1823, Langeron foi dispensado dessas funções por causa de problemas de saúde, e então viajou para a França até 1825. Após a revolta dezembrista, Langeron foi nomeado membro do painel de condenação. Convocado com o início da Guerra Russo-Turca, 1828-1829, ele lutou contra os turcos em uma série de batalhas até ser substituído por Hans Karl von Diebitsch. Langeron morreu durante uma epidemia de cólera em 1831.